# Gladys Cherono
Gladys Cherono (Kenia, 12 de mayo de 1983) es una atleta keniana, especialista en la prueba de 10000 m, con la que llegó a ser subcampeona mundial en 2013.

## Carrera deportiva
En el Mundial de Moscú 2013 gana la medalla de plata en los 10000 metros, tras la etíope Tirunesh Dibaba (oro) y por delante de otra etíope Belaynesh Oljira (bronce).
Cherono ha ganado en tres ocasiones —2015, 2017 y 2018— el maratón de Berlín.